# 15215 Lachlanmaclean
15215 Lachlanmaclean este o planetă minoră (asteroid) din centura de asteroizi. A fost descoperită pe 1 martie 1981 la Observatorul Siding Spring de Schelte J. Bus. 
Obiectul prezintă o orbită caracterizată de o semiaxă mare de 2,39954 UAi, o excentricitate de 0,22, o înclinație de 2,98389 ° în raport cu ecliptica.